# Heavy Traffic (album)
Heavy Traffic je dvacáté páté Studiové album anglické rockové skupiny Status Quo, vydané v roce 2002. Album bylo vydané po shledání Francise Rossiho s psacím partnerem Bobem Youngem, který psal mnoho písní pro skupinu v letech 1968 a 1980.

## Seznma skladeb - Britské vydání
1. Blues and Rhythm (Rossi/Bown) 4:29
2. All Stand Up (Never Say Never) (Rossi/Young) 4:08
3. The Oriental (Rossi/Edwards) 4:29
4. Creepin' Up On You (Parfitt/Edwards) 5:01
5. Heavy Traffic (Rossi/Young/Edwards) 4:23
6. Solid Gold (Rossi/Young) 4:14
7. Green (Bown) 3:35
8. Jam Side Down (Britten/Dore) 3:27
9. Diggin' Burt Bacharach (Rossi/Young) 2:32
10. Do It Again (Edwards/Bown) 3:40
11. Another Day (Rossi/Young) 3:47
12. I Don't Remember Anymore (Bown) 3:38
13. Money Don't Matter (Rossi/Young) 3:52
14. Rhythm of Life (Rossi/Young) 5:05

## Seznam skladeb - Evropské vydání
1. Blues and Rhythm (Rossi/Bown) 4:29
2. All Stand Up (Never Say Never) (Rossi/Young) 4:08
3. The Oriental (Rossi/Edwards) 4:29
4. Creepin' Up On You (Parfitt/Edwards) 5:01
5. Heavy Traffic (Rossi/Young/Edwards) 4:23
6. Solid Gold (Rossi/Young) 4:14
7. Green (Bown) 3:35
8. Jam Side Down (Britten/Dore) 3:27
9. Diggin' Burt Bacharach (Rossi/Young) 2:32
10. Do It Again (Edwards/Bown) 3:40
11. Another Day (Rossi/Young) 3:47
12. I Don't Remember Anymore (Bown) 3:38
13. Rhythm of Life (Rossi/Young) 5:05

## Seznam skladeb - Australské vydání
1. Blues and Rhythm (Rossi/Bown) 4:29
2. All Stand Up (Never Say Never) (Rossi/Young) 4:08
3. The Oriental (Rossi/Edwards) 4:29
4. Creepin' Up On You (Parfitt/Edwards) 5:01
5. Heavy Traffic (Rossi/Young/Edwards) 4:23
6. Solid Gold (Rossi/Young) 4:14
7. Green (Bown) 3:35
8. Jam Side Down (Britten/Dore) 3:27
9. Diggin' Burt Bacharach (Rossi/Young) 2:32
10. Do It Again (Edwards/Bown) 3:40
11. Another Day (Rossi/Young) 3:47
12. I Don't Remember Anymore (Bown) 3:38
13. Money Don't Matter (Rossi/Young) 3:52
14. You Let Me Down (Rossi/Young) 5:02

## Sestava
- Francis Rossi – zpěv, sólová kytara
- Rick Parfitt – zpěv, kytara
- John Edwards – baskytara
- Andy Bown – klávesy
- Matt Letley – bicí